# Тайчибеков, Ермек Кенесович
Ермек Кенесович Тайчибеков — казахстанский блогер,правозащитник и общественно-политический деятель. Известен своими сепаратистскими и пророссийскими взглядами, за которые преследуется казахстанскими властями, в том числе с помощью практики карательной психиатрии. Приверженец восстановления Российской империи и «унитарной России».

## Биография
Родился 27 января 1978 года в Кордайском районе Джамбульской области Казахстана. По своим словам, является чистокровным этническим казахом из Старшего жуза; один из его предков был женат на дочери хана Абылая и её именем стали называть весь его род. По убеждениям — атеист, технократ. В своих публикациях Ермек Тайчибеков называет себя «экспертом в области политики, геополитики, экономики, финансов» информационного агентства REX. Имеет диплом с отличием по специальности «бухгалтерский учёт и аудит», длительное время работал в головных офисах Казкоммерцбанк, ЦентрКредит, Нурбанк, Каспийский, Unicredit, в департаменте по взысканию долгов АТФБанка в Павлодаре, затем возглавлял несколько предприятий по производству пива и безалкогольных напитков в Карагандинской области, в Астане, Павлодаре и Уральске. Эксперт Национального института системных исследований проблем предпринимательства
В 2013 году объявил о планах участвовать в выборах президента Казахстана в 2016 году, но в 2015 году был осуждён на 4 года лишения свободы.
В 2021 году вновь осуждён на 7 лет колонии строгого режима за экстремистские высказывания.

### Уголовное преследование
3 февраля 2015 года ДКНБ по Жамбылской области возбудил уголовное дело за № 153100041000002. 30 июня 2015 года Прокуратура Жамбылской области отменила ранее прекращённые в 2014 году уголовные дела ДВД по Жамбылской области в отношении Ермека Тайчибекова. В итоге было возбуждено уголовное дело по пункту 1 статьи 174 Уголовного кодекса Республики Казахстан «Возбуждение социальной, национальной, родовой, расовой, сословной и религиозной розни». В городе Тараз была проведена судебно-медицинская экспертиза, которая выявила признаки нарушения мышления. 12 августа Тайчибеков был помещён на обследование на один месяц в Научно-практический центр психиатрии, психотерапии и наркологии в Алма-Ате. 09 сентября 2015 года Республиканский Научно-практический Центр психиатрии, психологии и наркологии отменил заключение судебно-медицинской экспертизы Жамбылской области и признал его вменяемым, дееспособным отвечать за свои поступки.
11 декабря 2015 года обвинительным приговором судьи Кордайского района Жамбылской области Кайрата Маратовича Белгишева Ермек Тайчибеков признан виновным в разжигании национальной розни с назначением наказания в виде четырёх лет лишения свободы. 24 марта 2016 года апелляционная коллегия Жамбылского областного суда оставила приговор без изменений. В ноябре и декабре 2016 года Генеральная Прокуратура и Верховный суд Казахстана отказали в пересмотре обвинительного приговора. 26 апреля 2017 года Капшагайский суд отказал в прошении о замене наказания на ограничение свободы. 12 июля 2017 года к Тайчибекову Ермеку применена амнистия, вследствие чего его срок наказания был сокращён на восемь месяцев. 20 сентября 2017 года судьёй Жанболатовым Жаиком Какеновичем был освобождён по процедуре условно-досрочного освобождения. 6 октября 2017 года покинул исправительное учреждение средней безопасности РГУ ЛА-155/14 в посёлке Заречное. За Тайчибековым установлен пробационный контроль до 12 января 2019 года. По личному указанию Президента Назарбаева Комитетом финансового мониторинга Министерства финансов и Генеральной прокуратурой Республики Казахстан в отношении Тайчибекова Ермека Кенесовича установлены пожизненные санкции, такие как: запрет на занятие предпринимательской деятельностью, где-либо работать, получать какую-либо материальную помощь. Всё имущество конфисковано и изъято в счёт государства, во всех банках, у нотариусов, в регистрирующих органах и даже в ломбарде находится в чёрном списке, как лицо, признанное финансирующим международный терроризм.
В январе 2016 года представитель ОБСЕ подверг критике приговоры в отношении блогеров в Казахстане. В октябре 2017 года блогер вышел из тюрьмы досрочно.
23 сентября 2020 года был вновь задержан и помещён под арест по подозрению в совершении уголовного правонарушения, подпадающего под признаки статьи 174 уголовного кодекса (разжигание национальной розни с использованием СМИ). 26 сентября 2020 года следственный суд Алма-Аты арестовал Ермека Тайчибекова на два месяца.
В декабре 2020 в Перми активисты партии «Другая Россия Э. В. Лимонова» вышли на митинг в поддержку Тайчибекова с критикой российского МИДа. На митинге были развёрнуты плакаты: «Ермек сидит — МИД РФ молчит». Аналогичная акция в поддержку Тайчибекова прошла у посольства Казахстана в Ереване.
19 августа 2021 года Суд Ауэзовского района Алма-Аты приговорил Тайчибекова к семи годам колонии строгого режима за критику властей Казахстана в интервью порталу Украина.ру.
В разговоре с журналистами Тайчибеков упомянул о нападении казахских националистов на селение дунган в феврале 2020 года. Тогда от рук радикалов погибли десять человек, более сотни получили ранения. Суд счёл высказывания правозащитника на этот счёт экстремистскими, он получил максимальное наказание по своей статье.

## Взгляды
Ермек Тайчибеков является пацифистом, атеистом и активным противником исламизации Казахстана. Считает себя светским гуманистом и сторонником научного позитивизма.
В построении политико-экономической и социокультурной системы в Казахстане предлагает ориентироваться на опыт Германии и других светских развитых стран.
Придерживается пророссийских взглядов, выступает за мирные пути урегулирования внутринациональных и межнациональных конфликтов.
Тайчибеков наиболее известен активной защитой прав русских и евреев Казахстана. Считает, что текущего уровня развития Казахстан добился благодаря советским специалистам, которые по происхождению были преимущественно русскими и евреями. Считает, что их потомки сейчас подвергаются дискриминации.
Является активным борцом с расизмом, по его словам, распространённым в Казахстане: «Европейцев в Казахстане сильно ущемляют при приёме на работу в государственный аппарат. Им закрыта наглухо дорога на управленческие должности. Я это стал замечать ещё с 2010 года, когда жил в городе Павлодар. Это чисто русский город, но при посещении Налогового комитета, судебных исполнителей, Акимата, я не мог вообще обнаружить ни одного „белого“ человека. К примеру, сейчас на 137 сотрудников Департамента юстиции по городу Алматы, всего 3 представительницы „белого“ европейского населения».
Выступает за реформу и деисламизацию системы образования. Считает необходимым прививать казахстанской молодёжи нормы светской этики, повышать финансовую грамотность, больше внимания уделять знакомству с азами методологии научного познания, пропагандировать развитие высоких технологий.
По своим словам, в определённом смысле является «русским империалистом», выступает за присоединение Казахстана и других постсоветских стран к России, считает Казахстан частью русского мира, называет «сепаратистами» тех казахов, которые против интеграции Казахстана с Россией. В 2014 году от своего имени заявил, что 85—90 % казахстанцев согласны с тем, что русский язык следует сделать государственным языком в Казахстане и написал петицию к сенаторам Парламента РК, под которой подписались всего 200 000 человек. Позднее заявил, что согласно его исследованиям, 80 % казахов («на подсознательном уровне») и 90—95 % казахстанцев хотят войти в состав России. Если Казахстан войдёт в состав России, видит себя в роли идеолога союзного государства или губернатора Казахстана.
Сторонник признания республик ДНР и ЛНР. Выступает за воссоединение России и Украины. По его словам, Казахстан и Азербайджан следующие в очереди по воплощению «украинского сценария». Агитировал в социальных сетях за вступление в ряды русского ополчения на юго-востоке Украины.
В 2014 году, после того, как Ермек объявил о награде в 224 200 долларов США за помощь в задержании украинского олигарха Игоря Коломойского, им заинтересовался Департамент внутренних дел города Алма-Аты.
Выступает за объединение Евросоюза и стран СНГ в единое государство, где главенствующую роль отдаёт России и Германии.

## Критика
Поначалу в сети Ермека Тайчибекова воспринимали как вымышленного персонажа, целью которого является эпатирование и троллинг казахстанской общественности. В ответ на это, чтобы доказать своё реальное существование, Тайчибеков опубликовал сначала фото своих личных документов, а затем адресную справку с указанием точного местожительства.
Тайчибеков регулярно подвергается критике со стороны казахских общественных и религиозных деятелей.
По мнению депутата Мажилиса Парламента Казахстана Нуртая Сабильянова, Тайчибеков является подстрекателем, противником независимости Казахстана, которого надо привлечь к уголовной ответственности. Депутат Нурлан Жазылбеков выступил с резкой критикой слов Тайчибекова о вхождении Казахстана в состав России в качестве губернии, а по словам депутата-коммуниста Жамбыла Ахметбекова, целью провокационных действий Тайчибекова является привлечение внимания общественности к своей персоне.

 
Фантазии Ермека Тайчибекова дошли до того, что он начал называть казахов сепаратистами и призвал Россию закрыть проект независимый Казахстан. Самое удивительное это то что Тайчибеков высказывается так, будто он русский по рождению и мышление у него как у русского человека, заточенного имперским самосознанием.
— азербайджанский политолог Заур Расулзаде

## Цитаты
Распад СССР я воспринял как личную трагедию, потому что разрушилась моя Родина. С того момента я считал, что моя жизнь должна быть направлена на то, чтобы моя Родина воссоединилась. Наша родина — СССР, Россия— интервью интернет-изданию Zonakz.net

А за Россию я потому, что Россия это моя Родина, а Казахстан, где я живу, в моём понимании исторически неотъемлемая часть России. Из-за этого я за Россию вне зависимости какая она, хорошая или плохая, злая или добрая, сильная или слабая, нищая или богатая. Родину как и родителей не выбирают, а служат верой и правдой, самоотверженно и беззаветно.— Ермек Тайчибеков. Я НЕ ВАТНИК. Я РУССКИЙ ИМПЕРИАЛИСТ

Мне очень важно, чтобы влиятельные круги в России узнали про меня, заинтересовались мной, поставили на меня в плане того, что они верят, доверяют, и потом уже можно переходить к реальным делам.
— Ермек Тайчибеков про свои планы в политике

После того как Казахстан вернется в состав России уже больше никто никому не скажет слова о том «Чемодан — Вокзал — Россия» ибо это и будет Россия. Казахстан — это Россия.